# مهدی جعفری پویا
مهدی جعفری‌پویا (۳۰ بهمن ۱۳۷۰) ورزشکار رشته تیراندازی تفنگ اهل زاهدان و عضو تیم ملی تیراندازی جمهوری اسلامی ایران است. وی سابقهٔ حضور در دو دوره بازی‌های آسیایی در سال‌های ۲۰۱۰ و ۲۰۱۴ را دارد.

## بازی‌های آسیایی
|        | ورزشکار         | رویداد                    | رده‌بندی       | رده‌بندی       | فینال     | فینال     |
| امتیاز | ورزشکار         | رویداد                    | رتبه          | امتیاز        | رتبه      |           |
| ------ | --------------- | ------------------------- | ------------- | ------------- | --------- | --------- |
| ۲۰۱۰   | مهدی جعفری پویا | تفنگ بادی ۱۰ متر          | ۵۸۹           | ۱۷            | راه نیافت | راه نیافت |
| ۲۰۱۰   | مهدی جعفری پویا | تفنگ بادی ۱۰ متر تیمی     | _____________ | _____________ | ۱٬۷۶۱     | ۵         |
| ۲۰۱۴   | مهدی جعفری پویا | تفنگ بادی ۱۰ متر          | ۶۱۸٫۹         | ۱۹            | راه نیافت | راه نیافت |
| ۲۰۱۴   | مهدی جعفری پویا | تفنگ سه وضعیت ۵۰ متر      | ۱٬۱۴۶         | ۲۴            | راه نیافت | راه نیافت |
| ۲۰۱۴   | مهدی جعفری پویا | تفنگ درازکش ۵۰ متر        | ۶۱۷٫۸         | ۱۷            | راه نیافت | راه نیافت |
| ۲۰۱۴   | مهدی جعفری پویا | تفنگ بادی ۱۰ متر تیمی     | —             | —             | ۱٬۸۶۰٫۸   | ۴         |
| ۲۰۱۴   | مهدی جعفری پویا | تفنگ سه وضعیت ۵۰ متر تیمی | —             | —             | ۳٬۴۲۸     | ۷         |
| ۲۰۱۴   | مهدی جعفری پویا | تفنگ درازکش ۵۰ متر تیمی   | —             | —             | ۱٬۸۴۵٫۴   | ۷         |